# 청나라 소조정의 역사
이 문서는 청나라 소조정의 역사에 대해서 서술한다.
청나라 소조정은 1912년 2월 12일 청나라 멸망 이후 청나라 최후 황제 선통제가 1924년 11월 5일까지 표면 형식적 치세한 제정 왕조이다.

## 역사와 섭정
1908년 12월 2일 선통제가 청나라의 마지막 황제로 즉위하면서, 선황제이자 큰아버지 광서제의 황후인 효정경황태후가 섭정하다가 12월 9일부터는 아버지 순친왕이 1912년 2월 12일까지 섭정하였다. 그러나 1911년 10월 10일에 일어난 신해혁명의 여파로 1912년 1월 1일 쑨원이 중화민국 대통령으로 취임하고 청나라 황실을 위협하기 시작하자, 1912년 2월 12일 선통제는 청나라의 멸망과 함께 퇴위하였으며, 1924년 11월 5일까지 청나라 소조정 수장으로 재위하였다. 이 시기에는 선통제의 8촌 형 보국공 푸쥔(전 청나라 천립 군주)이 섭정하였으나, 1917년 7월 1일 복벽사건으로 황제에 재추대면서 7월 12일까지 전 중화민국 안후이 제독 장쉰이 섭정하였고, 복벽사건 좌절 이후 1917년 7월 12일부터 1924년 11월 5일까지 청나라 소조정 명예총리대신 여허나라 나둥이 섭정하였다.